# Zimbabue en los Juegos Paralímpicos de Londres 2012
Zimbabue estuvo representado en los Juegos Paralímpicos de Londres 2012 por dos deportistas masculinos. El equipo paralímpico zimbabuense no obtuvo ninguna medalla en estos Juegos.